# 肛板背甲鯰
肛板背甲鯰，為輻鰭魚綱鯰形目甲鯰科的其中一種，為亞熱帶淡水魚，分布於南美洲阿根廷Arroyo Tirica淡水流域，體長可達4.2公分，棲息在植被生長的溪流底層水域，生活習性不明。

## 扩展阅读
維基物種上的相關：肛板背甲鯰